# Lista över arbetslivsmuseer i Stockholms län
Här följer en förteckning över arbetslivsmuseer i Stockholms län.

## Stockholms län
| Namn                                                 | Typ av museum                      | Kommun, ort              | Adress Koordinat | ID-nr | Bild                                                                                        |
| ---------------------------------------------------- | ---------------------------------- | ------------------------ | --- | ----- | ------------------------------------------------------------------------------------------- |
| Armémuseum                                           |                                    | Stockholm, Stockholm     | Riddargatan 13 59.33472, 18.08018 | 4572  | Se fler bilder av detta arbetslivsmuseum · Ladda upp en till bild av detta arbetslivsmuseum |
| Åskogs kvarn och såg                                 |                                    | Stockholm, Stockholm     | 570 10 Korsberga koordinater saknas | 4448  | Ladda upp en bild av detta arbetslivsmuseum                                                 |
| Bergrummet – Tidö collection of toys and comics      |                                    | Stockholm, Stockholm     | Svensksundsvägen 5 59.32655, 18.08128 | 2457  | Ladda upp en till bild av detta arbetslivsmuseum                                            |
| Båtsmansmuseet                                       |                                    | Österåker, Åkersberga    | Centralvägen 55 59.48985, 18.28492 | 4259  | Ladda upp en till bild av detta arbetslivsmuseum                                            |
| Husarö lotsmuseum                                    |                                    | Österåker, Husarö        | koordinater saknas |       | Ladda upp en till bild av detta arbetslivsmuseum                                            |
| Svanevik                                             |                                    | Stockholm, Stockholm     | Skeppsholmen 59.32747, 18.08265 | 4250  | Se fler bilder av detta arbetslivsmuseum · Ladda upp en till bild av detta arbetslivsmuseum |
| Hembygdsmuseet                                       |                                    | Österåker, Åkersberga    | Stenhagsvägen 45 59.50457, 18.29108 | 4255  | Ladda upp en till bild av detta arbetslivsmuseum                                            |
| Husgerådsmuseet och lantbruksmuseet                  |                                    | Nykvarn, Nykvarn         | Nygård, Taxinge 59.24317, 17.30542 | 4254  | Ladda upp en bild av detta arbetslivsmuseum                                                 |
| Skolmuseet                                           |                                    | Österåker, Åkersberga    | Norrövägen 24 59.49822, 18.2645 | 4257  | Ladda upp en till bild av detta arbetslivsmuseum                                            |
| Kulturföreningen Rödvillan                           |                                    | Norrtälje, Hallstabruk   | Hallsta pappersbruk 60.06073, 18.59628 | 2196  | Ladda upp en bild av detta arbetslivsmuseum                                                 |
| Kvarngården                                          |                                    | Norrtälje, Bergshamra    | Bergshamra by 59.6425, 18.6229 | 2198  | Ladda upp en till bild av detta arbetslivsmuseum                                            |
| Lottas Garverimuseum                                 |                                    | Sigtuna, Sigtuna         | Långgatan 9 59.61493, 17.71742 | 4876  | Ladda upp en till bild av detta arbetslivsmuseum                                            |
| Svenska Tandläkare-sällskapets Museum                |                                    | Stockholm, Kista         | Haukadalsgatan 12 59.40111, 17.95826 | 4909  | Ladda upp en bild av detta arbetslivsmuseum                                                 |
| Dyktankhuset                                         |                                    | Stockholm, Stockholm     | Djurgårdsvägen 36B 59.32718, 18.09332 | 4655  | Ladda upp en till bild av detta arbetslivsmuseum                                            |
| Vrak – Museum of Wrecks                              |                                    | Stockholm, Stockholm     | 59.32632, 18.09496 | 4902  | Ladda upp en till bild av detta arbetslivsmuseum                                            |
| Norrtälje garnisonsmuseum                            |                                    | Norrtälje, Norrtälje     | Norrtälje luftvärnsmuseum, August Strindbergs gata 2, Norrtälje (Norrtälje garnisonsmuseum, Kaserngatan 1, 761 46 Norrtälje) 59.74735, 18.67692         | 2206  | Se fler bilder av detta arbetslivsmuseum · Ladda upp en till bild av detta arbetslivsmuseum |
| Pythagoras industrimuseum                            |                                    | Norrtälje, Norrtälje     | Verkstadsgatan 6 59.75528, 18.69953 | 2209  | Ladda upp en till bild av detta arbetslivsmuseum                                            |
| Veteranflottiljen - Föreningen motortorbåtsveteraner |                                    | Stockholm, Stockholm     | koordinater saknas | 4421  | Ladda upp en till bild av detta arbetslivsmuseum                                            |
| Minsveparen M20                                      |                                    | Stockholm, Stockholm     | Museipiren 59.32753, 18.09077 | 4886  | Ladda upp en till bild av detta arbetslivsmuseum                                            |
| Arlanda flygsamlingar                                | Flyghistoriskt museum              | Sigtuna, Arlanda         | 55.42711, 13.47003 | 2730  | Ladda upp en bild av detta arbetslivsmuseum                                                 |
| Spinnrocksvarvarverkstad                             |                                    | Norrtälje, Edsbro        | Åsavallen Edsbro 59.8956, 18.49183 | 2182  | Ladda upp en bild av detta arbetslivsmuseum                                                 |
| Skebobruks museum                                    |                                    | Norrtälje, Skebobruk     | Skebobruk 59.96585, 18.61053 | 2213  | Ladda upp en bild av detta arbetslivsmuseum                                                 |
| S/S Norrtelje                                        | Fartyg                             | Norrtälje, Norrtälje     | Hamnplan 1 Norrtälje hamnen 59.75843, 18.70877 | 2212  | Se fler bilder av detta arbetslivsmuseum · Ladda upp en till bild av detta arbetslivsmuseum |
| Roslagsmuseet                                        |                                    | Norrtälje, Norrtälje     | Hantverkaregatan 23 59.7586, 18.69833 | 2211  | Ladda upp en till bild av detta arbetslivsmuseum                                            |
| Roslagens sjöfartsmuseum                             |                                    | Norrtälje, Älmsta        | Kaplansbacken, Väddö 59.96379, 18.81506 | 2210  | Se fler bilder av detta arbetslivsmuseum · Ladda upp en till bild av detta arbetslivsmuseum |
| HMS Sprängaren (49)                                  | Fartyg                             | Norrtälje, Norrtälje     | 59.07582, 18.20518 | 4179  | Se fler bilder av detta arbetslivsmuseum · Ladda upp en till bild av detta arbetslivsmuseum |
| Måleriyrkets museum                                  | Hantverkerimuseum                  | Stockholm, Stockholm     | Brännkyrkag 71 59.31853, 18.05437 | 2088  | Ladda upp en till bild av detta arbetslivsmuseum                                            |
| Nacka hembygdsmuseum                                 |                                    | Nacka, Nacka             | Stora Nyckelviken 59.32263, 18.18983 | 2089  | Ladda upp en till bild av detta arbetslivsmuseum                                            |
| Museet Kvarnvikens kvarn och såg                     |                                    | Stockholm, Vällingby     | Kanaans väg 59.34843, 17.86937 | 2082  | Se fler bilder av detta arbetslivsmuseum · Ladda upp en till bild av detta arbetslivsmuseum |
| Landsnora kvarn                                      |                                    | Sollentuna, Sollentuna   | Landsnoravägen 59.43563, 17.97047 | 2083  | Se fler bilder av detta arbetslivsmuseum · Ladda upp en till bild av detta arbetslivsmuseum |
| Ivar Lo-museet                                       | Personhistoriskt museum            | Stockholm, Stockholm     | Bastugatan 21 59.32023, 18.06167 | 2080  | Ladda upp en till bild av detta arbetslivsmuseum                                            |
| Klasro skolmuseum                                    |                                    | Sollentuna, Sollentuna   | Klasrovägen 61 59.44838, 17.9271 | 2081  | Ladda upp en till bild av detta arbetslivsmuseum                                            |
| Mekaniska verkstaden, Skansen                        |                                    | Stockholm, Stockholm     | Skansens stadskvarter, Djurgårdsslätten 49-51 59.32425, 18.09897                                                                                        | 2086  | Se fler bilder av detta arbetslivsmuseum · Ladda upp en till bild av detta arbetslivsmuseum |
| Långholmens fängelsemuseum                           |                                    | Stockholm, Stockholm     | Långholmsmuren 20, Kronohäktet 59.3214, 18.02515 | 2084  | Ladda upp en till bild av detta arbetslivsmuseum                                            |
| Nynäshamns järnvägsmuseum                            |                                    | Nynäshamn, Nynäshamn     | Nynäsgårds lokstall, Nickstabadsvägen 9 58.91045, 17.94058                                                                                              | 2155  | Ladda upp en till bild av detta arbetslivsmuseum                                            |
| Oaxens kalkbruk                                      |                                    | Södertälje, Oaxen        | 58.9723, 17.71207 | 2156  | Se fler bilder av detta arbetslivsmuseum · Ladda upp en till bild av detta arbetslivsmuseum |
| Marcus Wallenberg-hallen                             |                                    | Södertälje, Södertälje   | Scanias huvudkontor 59.1824, 17.6383 | 2150  | Ladda upp en till bild av detta arbetslivsmuseum                                            |
| Museiföreningen Ångfartyget Ejdern                   | Fartyg                             | Södertälje, Södertälje   | Borgmästarudden, Södertälje 59.19207, 17.63182 | 2159  | Se fler bilder av detta arbetslivsmuseum · Ladda upp en till bild av detta arbetslivsmuseum |
| S/S Sveparen, Ångbåtsveteranförening Tendrarna       | Fartyg                             | Norrtälje, Norrtälje     | koordinater saknas | 4180  | Ladda upp en bild av detta arbetslivsmuseum                                                 |
| Skonerten Constantia                                 |                                    | Solna, Solna             | Huvudsta Strand 8 59.34592, 17.9876 | 2095  | Se fler bilder av detta arbetslivsmuseum · Ladda upp en till bild av detta arbetslivsmuseum |
| Postmuseum                                           |                                    | Stockholm, Stockholm     | Lilla Nygatan 6 Gamla Stan 59.32408, 18.06815 | 2094  | Se fler bilder av detta arbetslivsmuseum · Ladda upp en till bild av detta arbetslivsmuseum |
| S/Y Deodar                                           | Fartyg                             | Stockholm, Stockholm     | Pir 2 Galärvarvet 59.32928, 18.09015 | 2096  | Se fler bilder av detta arbetslivsmuseum · Ladda upp en till bild av detta arbetslivsmuseum |
| Waldemarsuddes oljekvarn                             |                                    | Stockholm, Stockholm     | Prins Eugens Waldemarsudde, Prins Eugens väg 6 59.32, 18.11611                                                                                          | 2091  | Ladda upp en till bild av detta arbetslivsmuseum                                            |
| Nybodamuseet, Björksättra smedja                     |                                    | Huddinge, Huddinge       | Kommunalvägen 21 59.23902, 17.98528 | 2090  | Ladda upp en till bild av detta arbetslivsmuseum                                            |
| Polismuseet                                          |                                    | Stockholm, Stockholm     | Museivägen 7 59.3325, 18.11897 | 2092  | Se fler bilder av detta arbetslivsmuseum · Ladda upp en till bild av detta arbetslivsmuseum |
| Ångfärjan Djurgården 3                               |                                    | Stockholm, Stockholm     | Skeppsbron 59.3225, 18.1021 | 2099  | Se fler bilder av detta arbetslivsmuseum · Ladda upp en till bild av detta arbetslivsmuseum |
| Ångfartyget Blidösund S/S Blidösund                  | Fartyg                             | Stockholm, Stockholm     | Slottsbacken/Skeppsbron 59.3261, 18.07523 | 2098  | Se fler bilder av detta arbetslivsmuseum · Ladda upp en till bild av detta arbetslivsmuseum |
| Hölo-Mörkö hembygdsförening                          |                                    | Södertälje, Hölö         | Kyrkskolan, 153 92 Hölö. 59.01335, 17.59275 | 2142  | Ladda upp en bild av detta arbetslivsmuseum                                                 |
| Caravelle                                            | Flyghistoriskt museum              | Stockholm, Stockholm     | koordinater saknas | 4376  | Ladda upp en bild av detta arbetslivsmuseum                                                 |
| Litografiska museet                                  | Produktionsmuseum                  | Huddinge, Huddinge       | Sundby Gård 59.201, 18.01652 | 4082  | Se fler bilder av detta arbetslivsmuseum · Ladda upp en till bild av detta arbetslivsmuseum |
| Independance rederi AB                               |                                    | Stockholm, Stockholm     | Fregattvägen 9 59.35142, 18.13547 | 4418  | Ladda upp en bild av detta arbetslivsmuseum                                                 |
| Torekällbergets friluftsmuseum                       | Friluftsmuseum                     | Södertälje, Södertälje   | 59.19348, 17.61473 | 2172  | Se fler bilder av detta arbetslivsmuseum · Ladda upp en till bild av detta arbetslivsmuseum |
| Albert Engström-museet                               | Författarmuseum                    | Norrtälje, Grisslehamn   | Hamnplan, och Albert Engström gården 60.0946, 18.8186                                                                                                   | 2177  | Se fler bilder av detta arbetslivsmuseum · Ladda upp en till bild av detta arbetslivsmuseum |
| Björkö-Arholma sjömannaförening                      |                                    | Norrtälje, Björkö        | Simpnäs 59.871, 19.05295 | 2179  | Ladda upp en bild av detta arbetslivsmuseum                                                 |
| Motala Express                                       |                                    | Stockholm, Stockholm     | St Paulsgatan 39 59.31708, 18.06037 | 1735  | Se fler bilder av detta arbetslivsmuseum · Ladda upp en till bild av detta arbetslivsmuseum |
| Västra dockan på Beckholmen                          |                                    | Stockholm, Stockholm     | Beckholmen 59.32163, 18.10187 | 4148  | Ladda upp en till bild av detta arbetslivsmuseum                                            |
| Skolsegelfartyget Ellen                              | Fartyg                             | Stockholm, Stockholm     | Beckholmen 59.32163, 18.10187 | 4147  | Se fler bilder av detta arbetslivsmuseum · Ladda upp en till bild av detta arbetslivsmuseum |
| Smedsbygget                                          |                                    | Nykvarn, Nykvarn         | Allevägen 9 59.18452, 17.43115 | 2164  | Ladda upp en bild av detta arbetslivsmuseum                                                 |
| Statarmuseet Överjärva Gård                          |                                    | Solna, Solna             | Överjärva gård 59.38797, 17.99282 | 4224  | Se fler bilder av detta arbetslivsmuseum · Ladda upp en till bild av detta arbetslivsmuseum |
| Apotekarsocietetens museum                           |                                    | Stockholm, Stockholm     | Wallingatan 24 59.33682, 18.05545 | 4433  | Ladda upp en till bild av detta arbetslivsmuseum                                            |
| Svea livgardes traditionsrum                         |                                    | Upplands-Bro, Kungsängen | Livgardet, Granhammarskasernen 59.51658, 17.77595 | 2118  | Ladda upp en bild av detta arbetslivsmuseum                                                 |
| Tobak- och tändsticksmuseum                          |                                    | Stockholm, Stockholm     | Gubbhyllan, Skansen 59.32495, 18.10078 | 2119  | Se fler bilder av detta arbetslivsmuseum · Ladda upp en till bild av detta arbetslivsmuseum |
| Skärgårdsmuseet                                      |                                    | Värmdö, Stockholm        | Stavsnäs sommarhamn 59.29298, 18.68822 | 2111  | Se fler bilder av detta arbetslivsmuseum · Ladda upp en till bild av detta arbetslivsmuseum |
| K A Almgrens sidenväveri & museum                    |                                    | Stockholm, Stockholm     | Repslagargatan 15 59.31747, 18.0704 | 2112  | Se fler bilder av detta arbetslivsmuseum · Ladda upp en till bild av detta arbetslivsmuseum |
| Spårvägsmuseet                                       |                                    | Stockholm, Stockholm     | Tegelviksgatan 22 59.3122, 18.099 | 2114  | Se fler bilder av detta arbetslivsmuseum · Ladda upp en till bild av detta arbetslivsmuseum |
| Stockholms ånglokssällskap                           |                                    | Stockholm, Hägersten     | Vretensborgsvägen 13, ö g 59.29862, 18.01585 | 2115  | Ladda upp en till bild av detta arbetslivsmuseum                                            |
| Strindbergsmuseet                                    | Författarmuseum                    | Stockholm, Stockholm     | Drottninggatan 85 59.33847, 18.05672 | 2116  | Ladda upp en till bild av detta arbetslivsmuseum                                            |
| Sundbybergs museum                                   | Stadsmuseum                        | Sundbyberg, Sundbyberg   | Fredsgatan 4 59.36472, 17.9626 | 2117  | Ladda upp en till bild av detta arbetslivsmuseum                                            |
| Sandkilen Helmi                                      | Fartyg                             | Norrtälje, Blidö         | Hemmahamn i Stämmarsund vid Blidö Wärdshus på Blidö i Norrtälje kommun 59.63592, 18.92153                                                               | 4306  | Se fler bilder av detta arbetslivsmuseum · Ladda upp en till bild av detta arbetslivsmuseum |
| Hembygdsmuseet Uppgården                             |                                    | Ekerö, Adelsö            | 59.36153, 17.52907 | 4120  | Ladda upp en bild av detta arbetslivsmuseum                                                 |
| Skansen                                              | Friluftsmuseum                     | Stockholm, Stockholm     | Djurgårdsslätten 49-51 59.32445, 18.101 | 2108  | Se fler bilder av detta arbetslivsmuseum · Ladda upp en till bild av detta arbetslivsmuseum |
| S/S Saltsjön                                         |                                    | Stockholm, Stockholm     | Skärgårdsångaren Saltsjön AB 59.32698, 18.07448 | 2103  | Se fler bilder av detta arbetslivsmuseum · Ladda upp en till bild av detta arbetslivsmuseum |
| S/S Orion                                            |                                    | Stockholm, Stockholm     | Skeppsholmen 59.32683, 18.08052 | 2102  | Se fler bilder av detta arbetslivsmuseum · Ladda upp en till bild av detta arbetslivsmuseum |
| Ångfartyget Mariefred                                | Fartyg                             | Stockholm, Stockholm     | Klara Mälarstrand 59.32827, 18.05757 | 2101  | Se fler bilder av detta arbetslivsmuseum · Ladda upp en till bild av detta arbetslivsmuseum |
| S/S Drottningholm                                    | Fartyg                             | Stockholm, Stockholm     | Klara Mälarstrand 59.32827, 18.05757 | 2100  | Se fler bilder av detta arbetslivsmuseum · Ladda upp en till bild av detta arbetslivsmuseum |
| Siaröfortet                                          |                                    | Österåker, Ljusterö      | Kyrkogårdsön 59.5549, 18.62345 | 2107  | Se fler bilder av detta arbetslivsmuseum · Ladda upp en till bild av detta arbetslivsmuseum |
| Sandhamns museum                                     |                                    | Värmdö, Sandhamn         | Hamnen 59.28945, 18.91542 | 2106  | Ladda upp en till bild av detta arbetslivsmuseum                                            |
| Östa rederi                                          |                                    | Österåker, Åkersberga    | Svinninge Marina 59.45722, 18.27853 | 2105  | Ladda upp en till bild av detta arbetslivsmuseum                                            |
| S/S Sankt Erik                                       |                                    | Stockholm, Stockholm     | Galärvarvet, Djurgården 59.3286, 18.08985 | 2104  | Se fler bilder av detta arbetslivsmuseum · Ladda upp en till bild av detta arbetslivsmuseum |
| Briggen Tre Kronor                                   |                                    | Stockholm, Stockholm     | Östra brobänken, Skeppsholmen 59.32317, 18.08842 | 2743  | Se fler bilder av detta arbetslivsmuseum · Ladda upp en till bild av detta arbetslivsmuseum |
| Bolindermuseet                                       |                                    | Järfälla, Kallhäll       | Folkets Hus Kallhäll, Gjutarplan 2 59.45428, 17.80802                                                                                                   | 4437  | Se fler bilder av detta arbetslivsmuseum · Ladda upp en till bild av detta arbetslivsmuseum |
| M/S Lyckesand                                        |                                    | Norrtälje, Ljusterö      | Skälbottna 59.56538, 18.80372 | 4100  | Ladda upp en bild av detta arbetslivsmuseum                                                 |
| Tumba bruksmuseum                                    |                                    | Botkyrka, Tumba          | Sven Palmes väg 2 59.20125, 17.81718 | 2121  | Se fler bilder av detta arbetslivsmuseum · Ladda upp en till bild av detta arbetslivsmuseum |
| Vaxholms fästnings museum                            |                                    | Vaxholm, Vaxholm         | Kastellet 59.40288, 18.35945 | 2123  | Ladda upp en till bild av detta arbetslivsmuseum                                            |
| Utö grufmuseum                                       |                                    | Haninge, Utö             | Gryvbyn 58.96563, 18.33248 | 2122  | Se fler bilder av detta arbetslivsmuseum · Ladda upp en till bild av detta arbetslivsmuseum |
| Spritmuseum                                          |                                    | Stockholm, Stockholm     | Galärskjulen, Djurgården 59.34812, 18.03927 | 2125  | Se fler bilder av detta arbetslivsmuseum · Ladda upp en till bild av detta arbetslivsmuseum |
| Vaxholms hembygdsmuseum                              |                                    | Vaxholm, Vaxholm         | Trädgårdsgatan 19, Norrhamnen 59.40573, 18.35132 | 2124  | Ladda upp en bild av detta arbetslivsmuseum                                                 |
| Ångslupen Tärnan                                     |                                    | Stockholm, Stockholm     | Beckholmen 59.3225, 18.1021 | 2127  | Ladda upp en bild av detta arbetslivsmuseum                                                 |
| Vira Bruks museum                                    |                                    | Österåker, Wira bruk     | 59.57093, 18.54815 | 2126  | Ladda upp en till bild av detta arbetslivsmuseum                                            |
| Överby kvarn                                         |                                    | Sollentuna, Sollentuna   | Överby gård, Stäketvägen, Rotebro 59.47608, 17.88382 | 2128  | Se fler bilder av detta arbetslivsmuseum · Ladda upp en till bild av detta arbetslivsmuseum |
| T 121 Spica - ett levande museifartyg                | Fartyg                             | Haninge, Stockholm       | Gålö (September-Juni) 59.07308, 18.20445 | 4262  | Se fler bilder av detta arbetslivsmuseum · Ladda upp en till bild av detta arbetslivsmuseum |
| Folk- och trädgårdsmuseet i Tungelsta                |                                    | Haninge, Tungelsta       | Tungelsta trädgårdspark ligger 2 min promenad från Tungelsta station Hit går både buss 835 och pendeltåg från Västerhaninge station. 59.10358, 18.04377 | 4265  | Ladda upp en bild av detta arbetslivsmuseum                                                 |
| Hässelby trädgårds- och hembygdsmuseum               |                                    | Stockholm, Hässelby      | Riddersviksvägen 116 59.37723, 17.81405 | 4268  | Ladda upp en till bild av detta arbetslivsmuseum                                            |
| Dalarö museum                                        |                                    | Haninge, Dalarö          | Odinsvägen 31 59.1342, 18.4086 | 2068  | Ladda upp en till bild av detta arbetslivsmuseum                                            |
| Djurgårdslinjen Stockholms Spårvägar - SS            | Museispårväg                       | Stockholm, Stockholm     | Falkenbergsg. 2 59.33345, 18.07363 | 2069  | Se fler bilder av detta arbetslivsmuseum · Ladda upp en till bild av detta arbetslivsmuseum |
| Arbetarrörelsens arkiv och bibliotek                 |                                    | Stockholm, Stockholm     | Upplandsgatan 4 59.22118, 17.9573 | 2062  | Ladda upp en till bild av detta arbetslivsmuseum                                            |
| Stickelbärsvägen 7                                   | Museilägenhet                      | Stockholm, Stockholm     | Stickelbärsvägen 7 59.35032, 18.06345 | 2063  | Ladda upp en till bild av detta arbetslivsmuseum                                            |
| Blockmakarens hus                                    | Museilägenhet                      | Stockholm, Stockholm     | Stigbergsgatan 21 59.31688, 18.08408 | 2064  | Ladda upp en till bild av detta arbetslivsmuseum                                            |
| Brandmuseum                                          | Brandstation                       | Stockholm, Stockholm     | Katarina brandstation, Tjärhovsgatan 7-9 59.31545, 18.07795                                                                                             | 2065  | Se fler bilder av detta arbetslivsmuseum · Ladda upp en till bild av detta arbetslivsmuseum |
| Carl Eldhs ateljémuseum                              | Konsthistoriskt museum             | Stockholm, Stockholm     | Lögebodav. 10, Bellevueparken 59.35283, 18.05122 | 2066  | Se fler bilder av detta arbetslivsmuseum · Ladda upp en till bild av detta arbetslivsmuseum |
| Hobby- och leksaksmuseum                             | Leksaksmuseum                      | Stockholm, Stockholm     | Tegelviksgatan 22 59.31127, 18.09847 | 2079  | Se fler bilder av detta arbetslivsmuseum · Ladda upp en till bild av detta arbetslivsmuseum |
| Fyrskeppet Finngrundet                               | Fyrskepp                           | Stockholm, Stockholm     | Galärvarvet, Djurgården 59.3286, 18.08985 | 2073  | Se fler bilder av detta arbetslivsmuseum · Ladda upp en till bild av detta arbetslivsmuseum |
| Ersta diakonimuseum                                  |                                    | Stockholm, Stockholm     | Erstagatan 1M 59.31677, 18.08988 | 2070  | Ladda upp en till bild av detta arbetslivsmuseum                                            |
| Hemvärnsmuseet                                       | Militärhistoriskt museum           | Salem, Norsborg          | Hemvärnets stridsskola, Vällinge 59.26172, 17.7121 | 2077  | Se fler bilder av detta arbetslivsmuseum · Ladda upp en till bild av detta arbetslivsmuseum |
| Hembygdsmuseum                                       |                                    | Värmdö, Ingarö           | Pilhamn 59.28713, 18.41347 | 2076  | Ladda upp en bild av detta arbetslivsmuseum                                                 |
| Hagalunds tvätterimuseum                             |                                    | Huddinge, Huddinge       | Masmovägen 20-22 59.24733, 17.87752 | 2075  | Se fler bilder av detta arbetslivsmuseum · Ladda upp en till bild av detta arbetslivsmuseum |
| Gustavsbergs porslinsmuseum                          | Konsthantverksmuseum, designmuseum | Värmdö, Gustavsberg      | Odelbergs väg 5B 59.32508, 18.38493 | 2074  | Se fler bilder av detta arbetslivsmuseum · Ladda upp en till bild av detta arbetslivsmuseum |
| Uffes veteraner                                      |                                    | Vallentuna, Vallentuna   | Frösunda 59.62142, 18.16543 | 4242  | Ladda upp en bild av detta arbetslivsmuseum                                                 |
| Svartbäckens skolmuseum                              | Skolmuseum                         | Haninge, Svartbäcken     | Tyrestavägen 40 koordinater saknas | ...   | Se fler bilder av detta arbetslivsmuseum · Ladda upp en till bild av detta arbetslivsmuseum |

## Tidigare arbetslivsmuseer i Stockholms län
- Id-nr 2110, Skå Lanthandelsmuseum, Ekerö.
- Id-nr 4256, Jordbruksmuseet, Österåker, Åkersberga.
- Id-nr 2120, Tullmuseum, Stockholm, Stockholm.